# وقت الجزائر (جريدة جزائرية)
جريدة وقت الجزائر  هي صحيفة جزائرية يومية تصدر باللغة العربية تأسست سنة 2009. ويتوفر موقع الجريدة على أقسام إخبارية أهمها: الحدث، دولي، أحداث محلية، فن وثقافة، رياضة، همسات، رمضانيات، أحداث وهران.

## وصلات خارجية
- الموقع الرسمي لجريدة وقت الجزائر
- جريدة وقت الجزائر - موسوعة صحف وجرائد